# Мілан Грабал
Мілан Грабал (чеськ. Milan Hrabal, народився у 1954 році в місті Варнсдорф ,Чехія) — чеський поет і прозаїк. Член Спілки чеських письменників та ПЕН-клубу Чеської Республіки.  

## Життєпис
Після закінчення школи економіки в Чеській Липі працював економістом, а потім завідував відділом освіти та культури муніципального бюро в Варнсдорфі, керував відділом музики в муніципальній бібліотеці, очолював поетичну студію.
У 1990-2003 був редактором у літературному журналі «Psí víno». 
Організовує літературні конкурси для дітей і дорослих. Мешкає у Варнсдорфі.

## Творчість
Пише вірші і прозу, перекладає, в основному, з верхньолужицької мови. 
Видав понад 60 літературних антологій, зокрема, книжку перекладів «Jazyk jímž, porozumíš větru» («Мовою вітру»). 
Автор одинадцяти поетичних книжок, збірки оповідань і книги для дітей. 
Твори Мілана Грабала перекладалися верхньолужицькою, німецькою англійською мовами.
Українською твори Мілана Грабала перекладав Сергій Дзюба.